# Flesquières
Flesquières ist eine französische Gemeinde im Département Nord in der Region Hauts-de-France. Sie gehört zum Kanton Le Cateau-Cambrésis im Arrondissement Cambrai.

## Geografie
Die Gemeinde Flesquières liegt an der Grenze zum Département Pas-de-Calais, zehn Kilometer südwestlich von Cambrai. Flesquières grenzt im Nordosten an Cantaing-sur-Escaut und Noyelles-sur-Escaut, im Osten an Marcoing, im Südosten an Ribécourt-la-Tour, im Südwesten an Havrincourt sowie im Nordwesten an Graincourt-lès-Havrincourt.

## Bevölkerungsentwicklung
| Jahr                       | 1962 | 1968 | 1975 | 1982 | 1990 | 1999 | 2008 | 2013 | 2020 |
| Einwohner                  | 396  | 366  | 367  | 319  | 294  | 272  | 275  | 263  | 263  |
| Quellen: Cassini und INSEE |      |      |      |      |      |      |      |      |      |

## Sehenswürdigkeiten

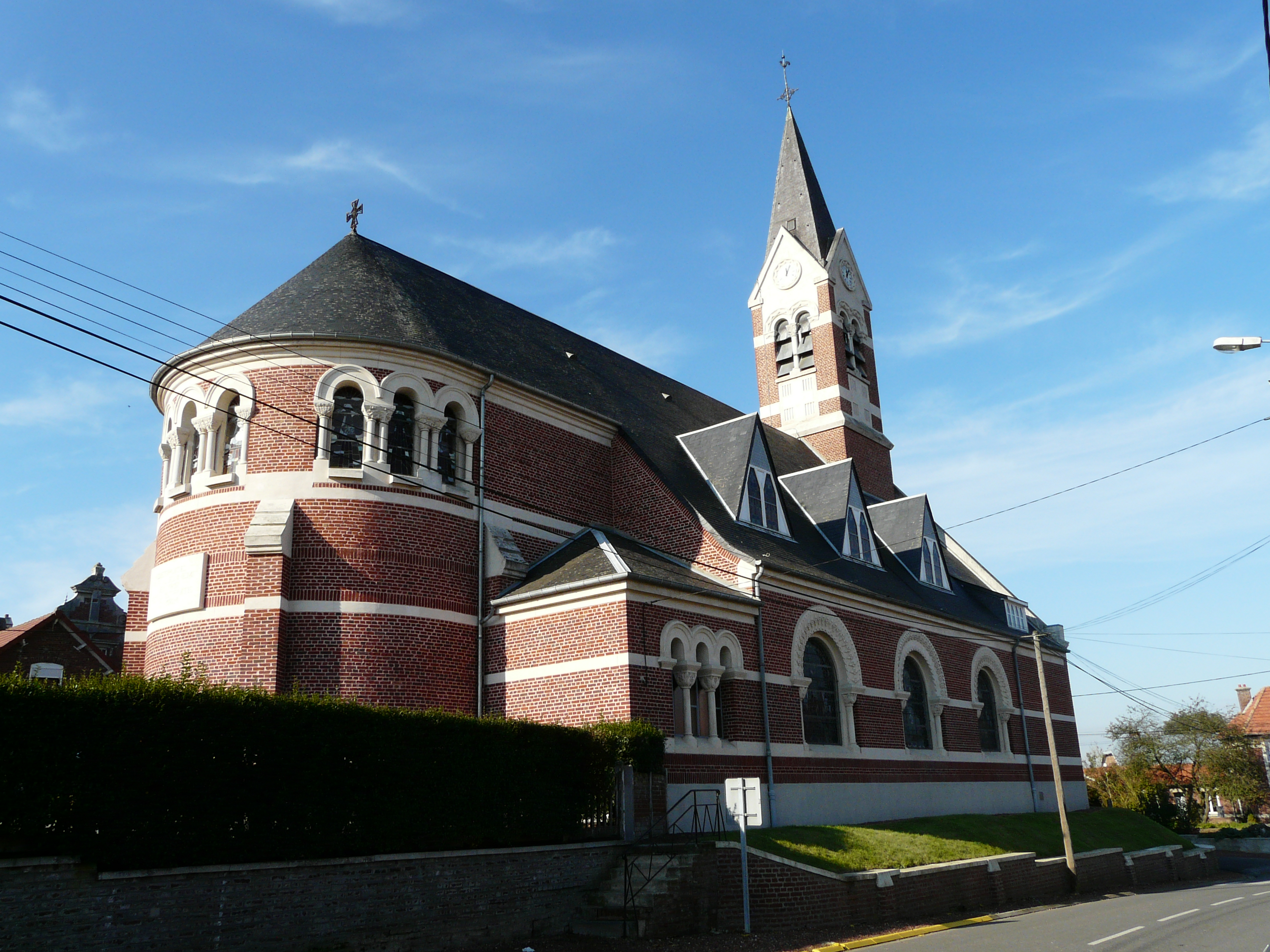
Kirche Saint-Géry
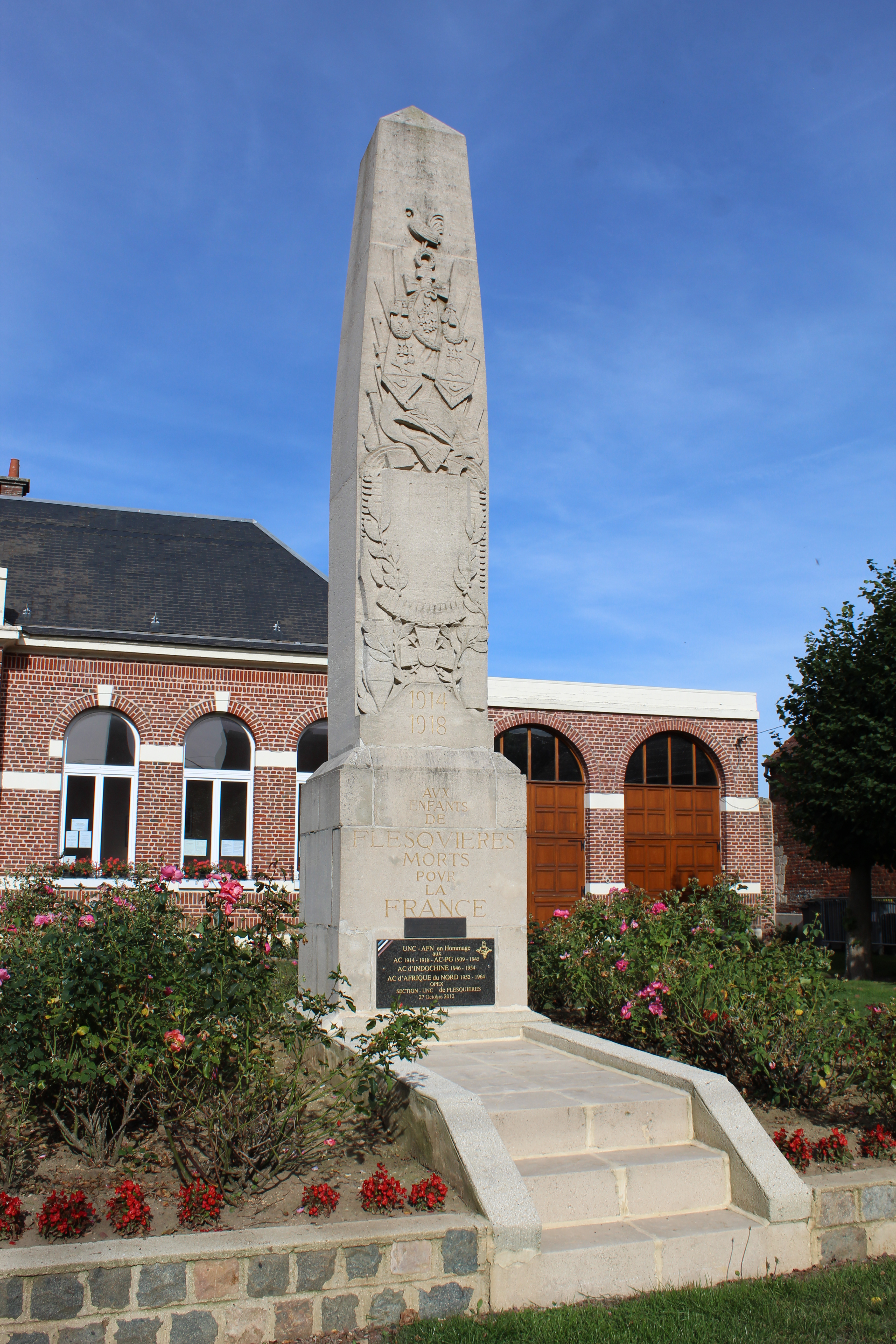
Gefallenendenkmal
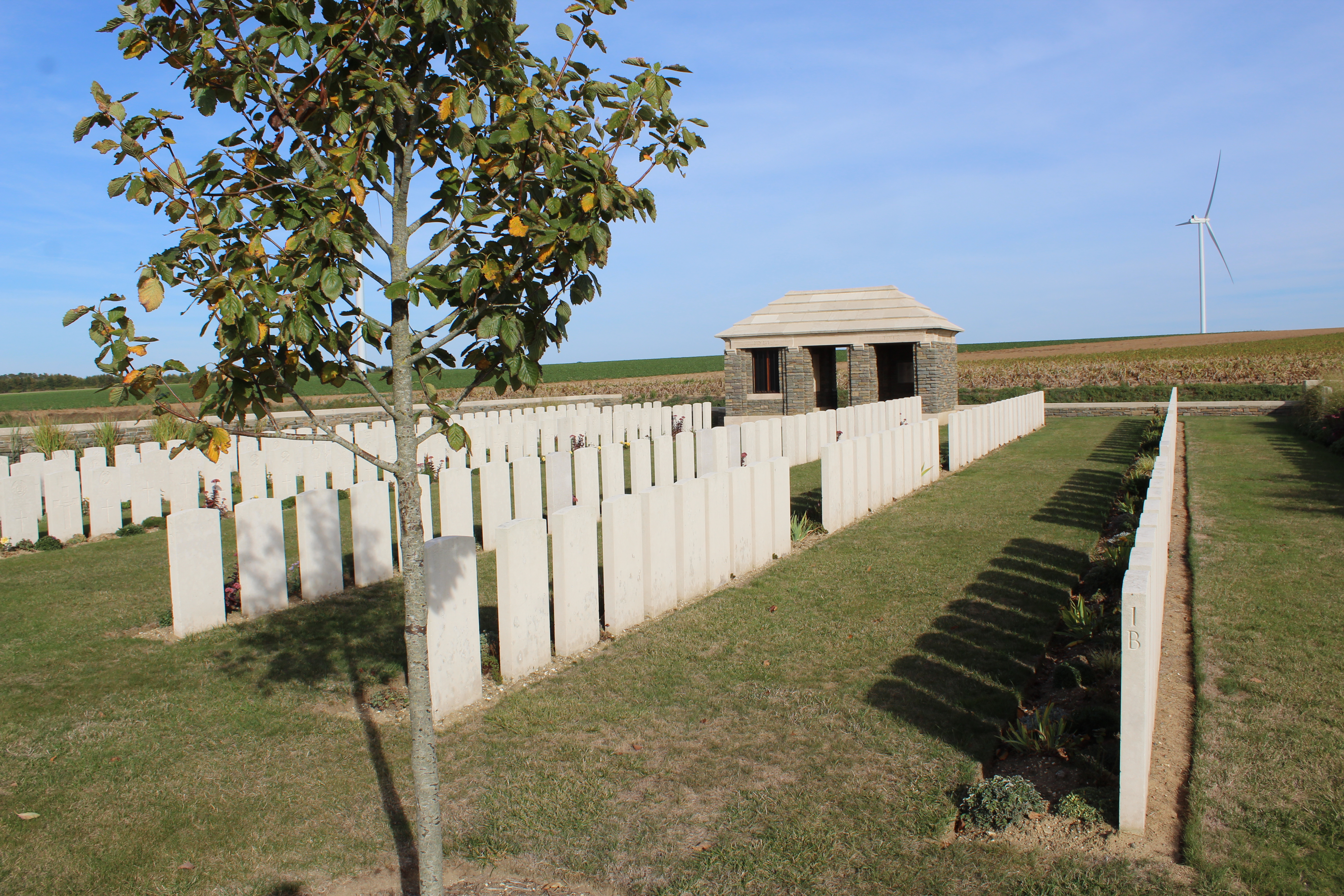
Soldatenfriedhof Orival Wood
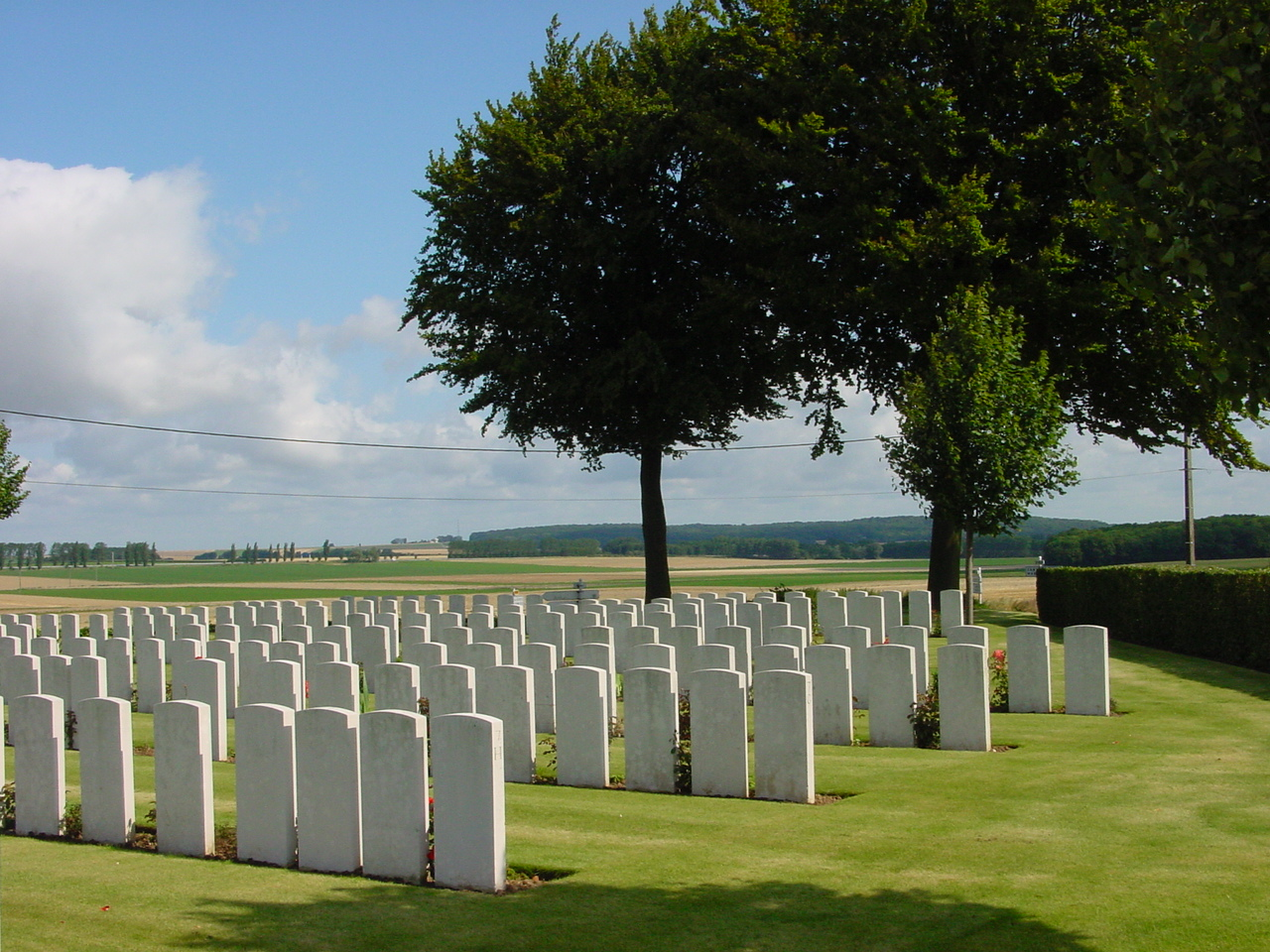
Soldatenfriedhof Flesquières Hill

- Cambrai Tank 1917: Centre d’Interprétation de la Bataille de Cambrai (Panzermuseum, in dem ein am 20. November 1917 bei Flesquières zerstörter britischer Panzer vom Typ Mark IV ausgestellt wird)
- zwei britische Soldatenfriedhöfe
- Château de la Retraite

- Kirche Saint-Géry
- Gefallenendenkmal
- Soldatenfriedhof Orival Wood
- Soldatenfriedhof Flesquières Hill